# Гарнец
Га́рнец (пол. garniec, букв. «горшок, горнец») — русская дометрическая единица измерения объёма сыпучих тел (ржи, крупы, муки и тому подобное), равная 1/8 четверика (3,2798 литра). Также так называли деревянную или железную посудину (горшок) в эту меру (само слово по происхождению также связано со словом «горшок» и далее с семантикой горения).
В настоящее время гарнец используется только в коневодстве.

## Русский гарнец
В России гарнец был мерою сыпучих тел, составляющая 1/8 четверика, 1/64 четверти, которая составляла 1/4 старинной меры, называвшейся кадью или оковом. Гарнец (гарнц) = 3,28 литра. Бочка — мера жидкостей — содержит 72 гарнца, корец — мера сыпучих тел — 32 гарнца. В Галиции гарнец был равен 3,844 литра.
По Указу Петра Алексеевича в 1710 году порции офицерские — два фунта хлеба в день, два фунта мяса, кварта пива, гарнец круп (соли гарнец на месяц) etc. каждый по чину.

Согласно примечанию (***) к странице 29 «Обозрения состава и устройства русской кавалерии…»: 
Таким образом, существующая в наше время дача 21/30 гарнца овса и 20 фунт. сена в сутки подъёмным лошадям относится к старейшим штатным положениям.
 — имея в виду раскладку 6 четвертей овса на 6 месяцев, установленную для лошадей драгунских полков при Петре Великом.
- Гарнец (гарнц) — мера сыпучих тел: 0,5 четверика, 1/64 четверти = 3,28 литра[6].
- 1 гарнец = 1/64 четверти = 1/32 осьмины = 1/8 четверика[1].
- 1 гарнец = 1/4 ведра = 12 стаканам = 3,276 л на 1835 год = 3,28 дм³ (л) на 1902 год.
- 1 полугарнец (пол-малый четверик) = 1 штоф = 6 стаканам = 1,64 л.

В Указе от 11 октября 1835 года «О системе Российских мер и весов» гарнец был определён как объём, вмещавший 8 фунтов перегнанной очищенной воды.
В некоторых местностях в ходу было слово «гарник» или «гарныш», что означало горшочек, кашничек: «Высеял с гарчик, а собрал со ставчик (с чашку)».
До присоединения к России Царства Польского в нём был «коронный гарнец», утверждённый в 1764 году, а в Великом княжестве Литовском — «литовский гарнец», утверждённый в 1766 году. Эти оба гарца делились на четыре кварты по четыре кварточки.
- Коронный гарнец = 3,77 литра[2];
- Литовский гарнец = 2,82 литров[2].

При присоединении к России Царства Польского гарнец (гарнц) был принят в четыре литра, с прежними подразделениями, на четыре кварты по четыре кварточки.

## Польский гарнец
Гарнец широко применялся в Польше. В разных областях Польши гарнец имел разную величину. Так:
- 1 хелминский гарнец = 7,12 литра (до 1714 года);
- 1 краковский гарнец = 2,75 литра;
- 1 варшавский гарнец = 3,77 литра;
- 1 новопольский гарнец = 4 литра (с XIX века).

## В Великом княжестве Литовском
Сейм в 1766 году утвердил гарнец малый (шинковый), равный 2,8237 л, и гарнец большой (цеховой) — 5,6474 л.